# Мир «Песни льда и огня»
Мир «Песни льда и огня» (также Мир «Песни льда и пламени») — вымышленная вселенная, созданная американским писателем Джорджем Мартином, в которой разворачиваются события саги «Песнь льда и огня», а также книг из серии «Повести о Дунке и Эгге».
Иногда на всю вымышленную вселенную распространяется название Вестерос, что неверно, так как Вестерос — лишь один из четырёх известных континентов, где происходит основная часть событий саги. Он состоит из девяти областей (Севера, Железных островов, Речных земель, Долины Аррен, Западных земель, Штормовых земель, Простора, Королевских земель и Дорна) и неисследованной территории к северу, отделённой от остального континента массивной ледяной стеной, образуя Семь Королевств.
К востоку от Вестероса через Узкое море лежит огромный континент Эссос. Ближайшие к Вестеросу государства и народы — Вольные города, — союз независимых городов-государств, расположенных на западной окраине Эссоса. Земли вдоль южного берега Эссоса, известные под общим названием Земли Летнего моря, включают в себя Бухту Работорговцев и развалины Валирии (погибшей родины королей Вестероса Таргариенов). К югу от Эссоса лежат континенты Соториос и Ультос, которые в повествовании в значительной степени неисследованы.

## География
Джордж Р. Р. Мартин поместил действие «Песни льда и огня» в другой «вымышленный мир», подобный Средиземью Толкина. Можно считать, что повествование «Песни льда и огня» помещено в мир после магии, где люди больше не верят в сверхъестественное, как Белые ходоки, и в то время как персонажи понимают естественные аспекты их мира, они не могут постичь его магические составляющие. Религия, однако, играет значительную роль в жизни людей, и персонажи практикуют множество различных религий.

### Вестерос
Действие саги происходит главным образом на континенте Вестерос (англ. Westeros), который по форме представляет собой остров Великобритания с размерами Южной Америки. Континент является домом для Семи Королевств и по большей части неисследованных земель за Стеной, которые занимают значительную часть Вестероса, напоминая по размеру Канаду. Вестерос находится во власти непостоянных «сезонов» — сменяющих друг друга климатических периодов непредсказуемой длительности, длящихся многие годы. В начале «Песни Льда и Огня» континент вступил в десятилетнее лето, и все живут в ожидании того, что за ним придёт такая же длинная и суровая зима.
В начале рассказа под властью короля объединяется большая часть Вестероса с девятью регионами, контролируемыми различными Великими Домами. Здесь Мартин вдохновлялся средневековой европейской историей: в частности, Столетней войной, Крестовыми походами, Альбигойским крестовым походом и войной Алой и Белой Роз. Первые жители Вестероса: дети леса — человекоподобные разумные существа, которые поклонялись природе и вырезали лики своих богов в чардревах. Некоторое время спустя попытки первых людей обрабатывать землю привели к войне с детьми леса, которая в конце концов завершилась соглашением, известным как «Пакт», обозначившим начало Эпохи Героев. В течение этого времени первые люди приняли веру в богов детей леса, которые позже стали известны в Вестеросе как Старые боги.
За восемь тысяч лет до событий саги загадочные существа, прозванные Иными, пришли с дальнего севера, и наступила зима, которая длилась десятилетиями и была названа «Долгой ночью», после чего лесные дети и первые люди совместно изгнали иных, а путь с дальнего севера преградила массивная Стена.
Некоторое время спустя в Вестерос вторглись андалы, принесли с собой веру в Семерых, свою письменность и сталь. Незавоёванным оставался только Север, и лесные дети исчезли из земель андалов (вполне вероятно ушли на Север). Со временем по всему Вестеросу было основано семь королевств: Север, Железные острова, Долина Аррен, Западные земли, Штормовые земли, Простор и Дорн. Семь королевств постоянно воевали между собой, и ни одно из них не доминировало долго.
За триста лет до начала саги Эйгон I Таргариен Завоеватель и две его сестры Висенья и Рейнис Таргариены вторглись с Драконьего камня и высадились в месте, которое теперь называется Королевская гавань. Их мощные драконы завладели шестью из Семи королевств путем завоевания или заключения договора, но Дорн оставался независимым в течение следующих двухсот лет до того как был присоединён через династический брак. Из мечей побеждённых правителей Таргариены выковали железный трон, сплавленный огнём дракона, сделали Королевскую гавань своей столицей и правили Семью королевствами, пока их не сместили Эддард Старк и Роберт Баратеон.

### Эссос
Часть повествования в «Песни льда и огня» происходит на Эссосе (англ. Essos) — большом континенте, который располагается к востоку от Вестероса и который отделён от него Узким морем. Эссос по размеру близок к Евразии и отличается разнообразной географией и климатом. На Западном побережье — зелёные повторяющиеся холмы, огромный лес Квохора и обширные цепочки островов, таких как Браавос и Лис. Середина континента покрыта полупустынными равнинами Дотракийского моря и восточными пустынями, известными как Красные пустоши, за которыми находится город Кварт. На юге преобладают сухие повторяющиеся холмы (климат юга Эссоса средиземноморский), а береговая линия тянется вдоль Летнего моря и Бухты работорговцев.
Северный берег континента отделён от полярной ледовой шапки Дрожащим морем. На крайнем северо-востоке, восточнее Кровяного моря, за Людоедскими Песками и Серой Пустошью располагается загадочная Моссовия (Mossovy) — явная аллюзия к Московии, как называли Московское Царство XV—XVII веков западноевропейские картографы.
На юге, за Летним морем, лежит покрытый джунглями континент Соториос.
Большая часть вымышленной истории Эссоса относится к Валирии — городу, расположенному на полуострове на юге Эссоса, и родине дома Таргариенов до разрушения Валирийской империи во время неопределённого катаклизма. В мире Джорджа Мартина древняя Валирия играет примерно ту же роль, что Рим и Византия — в истории средневековой Европы. После разрушения Валирии на её месте образовалось множество городов-государств. Прежде всего это Вольные города — девять независимых городов-государств в западной части Эссоса, сильно различающихся культурно и активно взаимодействующих как друг с другом, так и с Семью королевствами. К востоку от Вольных городов лежит Дотракийское море — огромных размеров степь, населённая свирепыми кочевниками-дотракийцами. К югу от Дотракийского моря находятся города Астапор, Юнкай и Миэрин, в книгах эта область известна как Бухта работорговцев.

### Другие части суши
К югу от Эссоса, за Летним морем, лежит покрытый джунглями континент Соториос англ. Sothoryos, или Соторос (англ. Sothoros), как пишут его название в новеллах.
Континент впервые упоминается на карте в «Буре мечей» (2000) с показанными на нём городами Йиеном и Заметтаром. Само повествование впервые ссылается на континент в «Празднике для ворон» (2005). Мартин в 2002 году описал Соториос как «южный континент, приблизительно похожий на Африку, покрытый джунглями, охваченный чумой и в значительной степени неисследованный». Новеллы дают немного другую информацию. Болотистость Соториоса бегло упоминается Виктарионом в «Танце с драконами», и говорится, что тик с Соториоса используется для строительства кораблей. На северный берег континента и прилегающие к нему острова совершаются пиратские набеги, сопровождаемые захватом рабов. Жертвой одного из таких рейдов стала в детстве Миссандея. «Танец с драконами» ссылается на болезни на Соториосе в отношении к здоровому, но слабому работорговцу из Юнкая Йеззану-зо-Каггазу. Виктарион называет одних людей «толстыми и волосатыми, как обезьяны с Сотороса», а другие, сражающиеся в Шахте Дазнака для развлечения Дейенерис в «Танце с драконами», описаны как «тигрокожие полулюди из джунглей Сотороса». Мартин сказал, что, в отличие от других людей в новелах, пятнистые люди с Соториоса были чистой фантазийной концепцией.
Коллекция карт «Земли льда и огня» также показывает северную оконечность континента, названного «Ультос» (англ. Ulthos), к югу от Эссоса и к востоку от Соториоса. Когда Мартина спросили, является ли это ещё одним континентом, Мартин ответил: «Хорошо, это большая часть суши. Я немного не уверен насчёт формального определения „континента“, в противовес „большому острову“. Так же насчёт размера Ультоса, который, в конце концов, находится на краю известного мира. „Терра инкогнита“ и всё такое»
/

## Север

Автор Джордж Р. Р. Мартин сравнил Север Вестероса с Шотландией (на карте выделена тёмно-зелёным).

Север управляется домом Старков из Винтерфелла. По размерам он приблизительно равен остальным шести королевствам, взятым вместе, но при этом слабо заселён. Мартин сравнил Север с Шотландией. На Севере царит холодный климат; небольшие снегопады — обычное явление независимо от сезона, тогда как зимы весьма суровы. Северной границей региона является Новый Дар, полоса земли 50 лиг шириной во владении Ночного Дозора. Болотистый перешеек отделяет Север от Юга; он является домом для маленьких, живущих в болотах и строящих кранноги людей и управляется домом Ридов, вассалом Старков. Узость и тяжёлая местность Перешейка вместе с практически непроходимым Рвом Кейлин делают её естественной границей для Севера, защищая его от вторжений. Белая Гавань описывается как процветающий порт.
Внебрачные дети, рождённые от феодалов на Севере, получают фамилию Сноу.

### Винтерфелл
Винтерфелл (англ. Winterfell) — это название древнего замка дома Старков. Он построен на естественном геотермальном источнике, и обжигающая вода бежит по стенам замка, согревая залы и комнаты. Здесь есть несколько открытых бассейнов, где горячая вода собирается внутри богорощ. Геотермальный источник также предотвращает замерзание почвы как летом, так и зимой. У замка есть глубокие катакомбы, где за статуями захоронены тела Старков в своём обличье с лютоволком в ногах и мечом в левой руке. Гробницы уходят глубоко в историю до старых Королей Севера, названных Королями Зимы, которые правили до Эйгона Завоевателя и прибытия андалов до того.
Для съёмок замка Винтерфелл в пилотной серии и 1-м сезоне телевизионной адаптации использовалась часовая башня XVI века и древний внутренний двор Clearsky Activity Centre, расположенного в замке Уорд в графстве Даун, Северная Ирландия. Замок Дун в Стерлинге, Шотландия, который ранее появлялся в качестве замка Антракс в фильме «Монти Пайтон и Священный Грааль», также использовался для наружных сцен в Винтерфелле. Поместье Сэнтфильд играло роль богорощи Винтерфелла (закрытое лесистое место, где персонажи, которые поклоняются старым богам, могут молиться рядом с деревьями с лицами, вырезанными на них). Автомобильная парковка послужила для съёмок внутреннего двора Винтерфелла и винного погреба для склепа семьи Старков. Лес Толлимор появляется в прологе пилотного эпизода и в центральной сцене, где Старки впервые встречают лютоволков. Карнкасл, тем временем, служил в качестве локации, где Нед Старк обезглавливает дезертира Уилла к югу от Стены." Интерьер Винтерфелла, такой как Башня Первого Донжона, Большой Зал и спальня Кэйтелин, были сняты в студии The Paint Hall. Художник-постановщик Джемма Джексон сказала: «В основу Винтерфелла лёг шотландский замок.»

### Стена

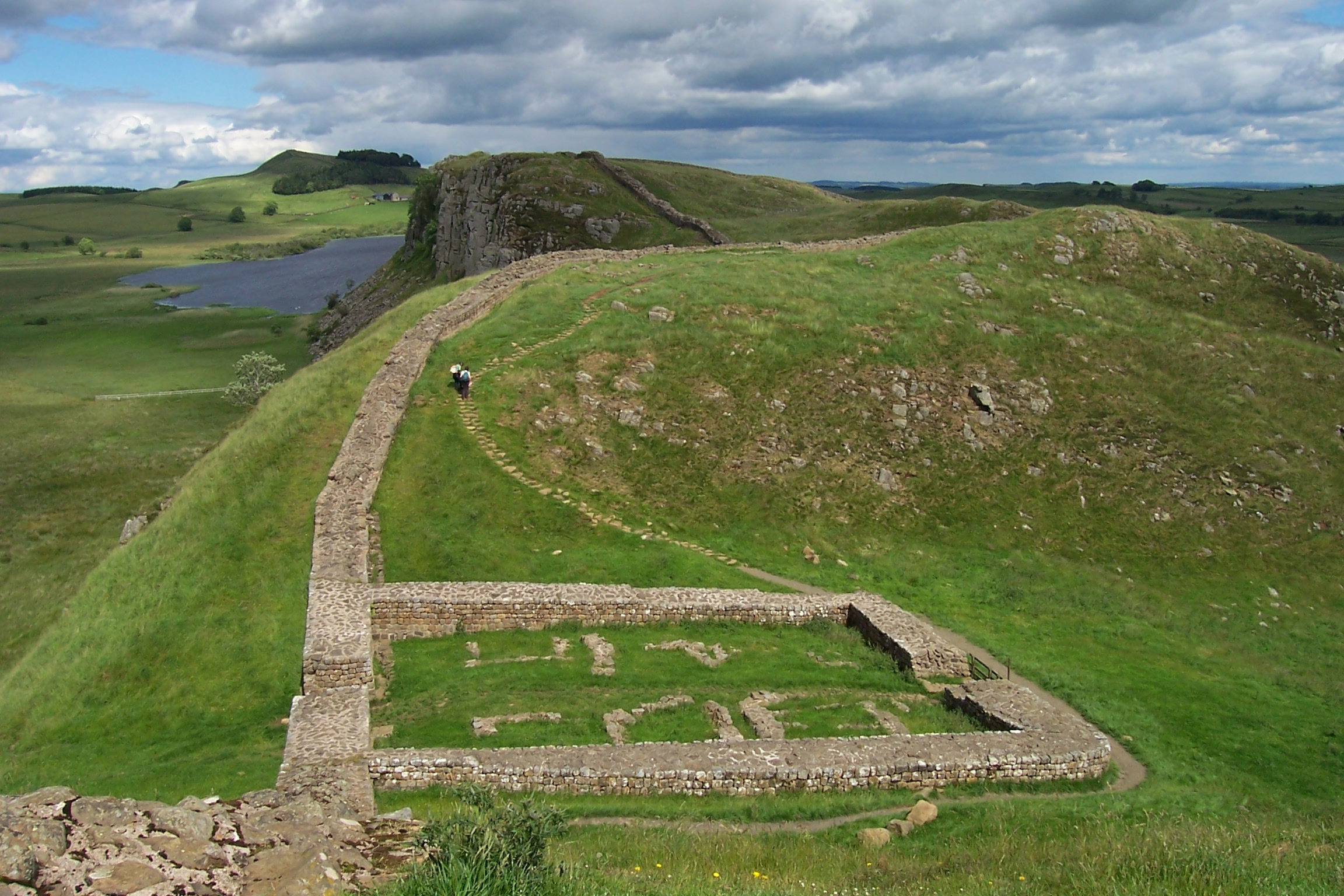
Стена в саге «Песни Льда и Огня» была вдохновлена Валом Адриана на севере Англии.

Стена представляет собой большое сооружение из камня, льда и магии на северной границе Семи королевств. Там размещается Ночной дозор, братство, поклявшееся защищать королевство людей от угроз, исходящих из-за Стены. Стена была вдохновлена визитом Мартина на Вал Адриана на севере Англии недалеко от границы с Шотландией. Смотря на холмы, Мартин представлял, что мог чувствовать римский центурион из Средиземноморья, не зная, какая угроза может прийти с севера. Это впечатление было настолько глубоким, что десять лет спустя, в 1991 году, он захотел «написать историю о людях, защищающих край мира», и, в конце концов, «то, что приходит с [вымышленного] севера, по-хорошему, более устрашающее, чем шотландцы или пикты». Мартин определил размер, длину и магическую природу Стены для нужд жанра; по описанию в главах Джона Сноу в целом она была приблизительно 300 миль (480 км) в длину  и 700 футов (210 м) в высоту, достигая в некоторых местах 900 футов (270 м) благодаря большим блокам в основании. Верх Стены достаточно широк (приблизительно 10 метров), чтобы дюжина рыцарей могла проскакать верхом в один ряд, тогда как основание настолько толстое, что ворота Стены больше напоминают туннели во льду.
Легенды повести гласят, что первые люди, или, если точнее, Брандон Строитель, возможно, с помощью гигантов, построили Стену за приблизительно 8000 лет до начала событий саги. С тех пор Стена поддерживалась Ночным Дозором, чтобы защищать владения людей от угроз из-за неё, сначала от Иных, а потом от набегов одичалых. Полоска земли, известная как «Дар», ныне тянущаяся на 50 лиг к югу от Стены, была дана им как перпетуитет (вечная рента) тысячи лет назад для обработки. В «Игре престолов» из 19 замков, построенных вдоль стены, только три по-прежнему заселены: Чёрный замок с 600 людьми, и Сумеречная Башня и Восточный дозор у моря с 200 людьми каждый. Часть Чёрного замка превратилась в руины.
Чёрный замок и Стена из телеверсии были сняты в заброшенном карьере Магераморн около Белфаста в Северной Ирландии, тогда как сцены на стене были сняты в студии Paint Hall. Совмещённые съёмки (с наружными и внутренними сценами) состояли из большой секции Чёрного замка, включая внутренний двор, вороньи клетки, столовые и бараки, и использовали каменную стену карьера как основу для ледяной стены, которая защищает Вестерос от опасностей, которые скрываются за ней. Был также построен действующий элеватор, чтобы поднимать дозорных на верх стены. Замок с настоящими комнатами и работающим элеватором был построен около утёса высотой 400 футов. «Работающие строительные лифты были обнаружены на близлежащем рабочем месте и достигали 18 футов в высоту; далее при помощи компьютерной графики была дорисована остальная часть стены, которая в итоге достигала 700 футов.» Площадка вокруг элеватора была раскрашена в белый цвет, чтобы она выглядела как лёд. Мартин был удивлён высотой и подумал: «О, я мог сделать стену слишком большой!» Мартин сказал: «Это довольно впечатляющая, но всё же маленькая локация. Здесь сыро и дождливо и много грязи», которая «действительно заставляет актёров чувствовать, будто они находятся на краю света во всём этом холоде, сырости и мерзлоте».

### Земли за Стеной

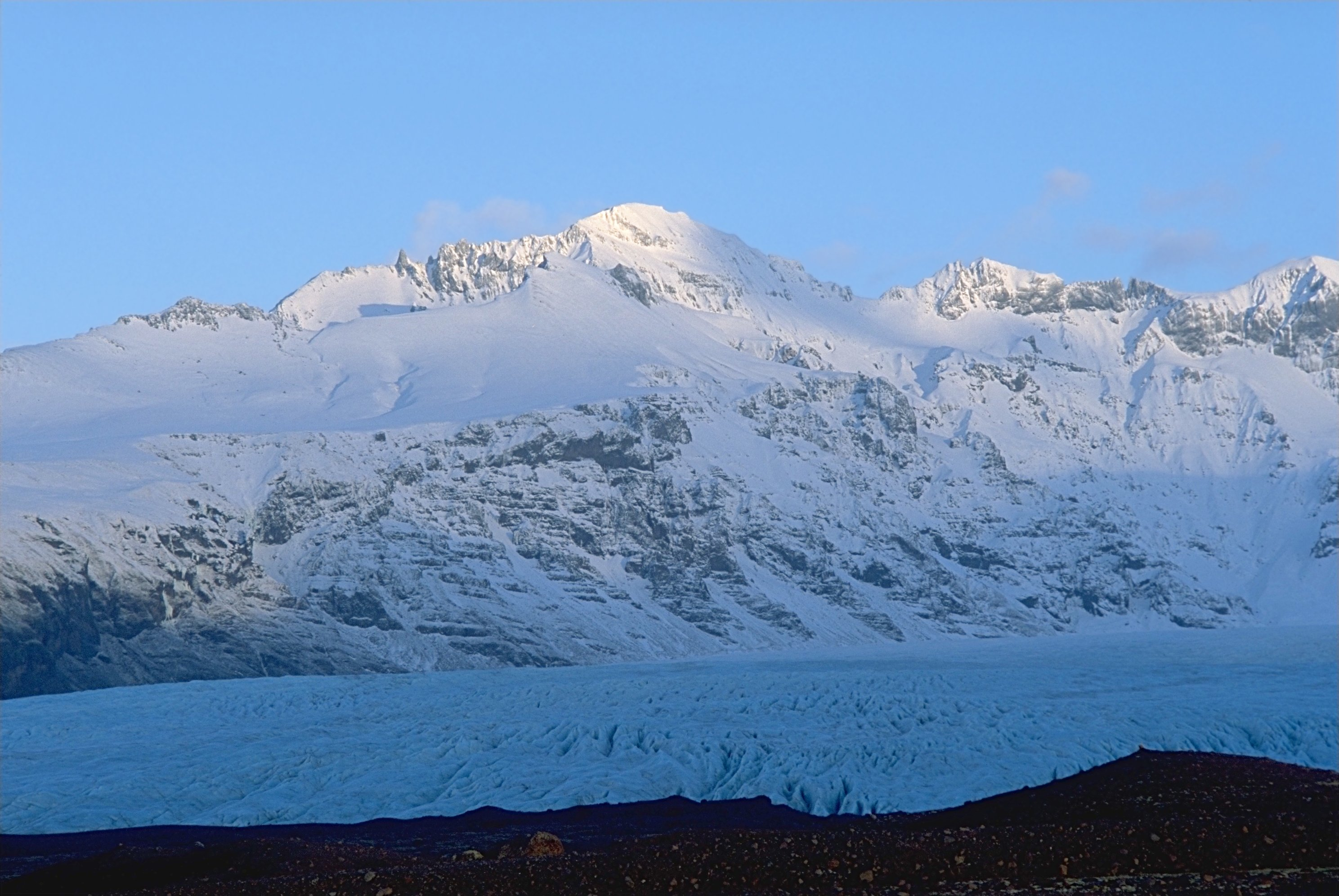
Съёмки местности к северу от стены для 2-го сезона телесериала «Игра престолов» прошли в Исландии, на леднике Ватнайёкюдль.

Действие романа «Битва королей» происходит в землях за Стеной, хоть первые пять книг и не описывают, «что находится на самом севере […] но мы расскажем об этом в двух последних книгах». Телевизионная адаптация использовала Исландию в качестве места съёмок для земель за Стеной. Мартин, который никогда не был в Исландии, сказал, что Земли за Стеной были «значительно больше, чем Исландия, и прилегающая к моей Стене территория покрыта густыми лесами, поэтому в этом смысле они больше напоминают Канаду — Гудзонов залив или канадские леса к северу от Мичигана. И затем, по мере продвижения к северу, они меняются. Вы попадаете в тундру и ледниковые поля и окружающая местность становится более арктической. С одной стороны вас окружают равнины, а с другой — очень высокие хребты. Конечно, это фэнтези, поэтому мои горы больше напоминают Гималаи». В короткометражном фильме HBO Мартин заявил, что земли за стеной занимают значительную часть Вестероса, напоминая по размеру Канаду.
Во время первого сезона команда HBO использовала места, которые они могли бы украсить искусственным снегом для земель к северу от Стены, но для второго сезона был выбран больший ландшафт. "Основные съёмки этих сцен, которые охватывают и Морозные Клыки, и Кулак Первых Людей, прошли на откалывающемся леднике Свинафедльсйёкюдль в Скафтафедле, Исландия, с последующими съёмками около Смюрлабъёрга и Вика на Хёфдабреккухейди. Бениофф сказал: «Мы всегда знали, что мы хотели что-то сокрушительно красивое, неплодородное и суровое для этой части путешествия Джона, потому что теперь он на настоящем севере. Всё это по-настоящему. Всё это в кадре. В постпродакшне мы не добавляем горы, снег или что-либо ещё.»

## Климат и времена года
События «Игры престолов» приходятся на конец лета; в начале «Битвы королей» мейстеры объявляют о конце лета, которое длилось десять лет, два месяца и шестнадцать дней (288—298) — самое долгое на памяти живущих. События «Бури мечей», большей части «Пира стервятников» и «Танца с драконами» относятся к осени, и только в финале «Танца с драконами» наступает зима.
Летом дни длиннее, а зимой короче; чем зима ближе, тем ночи становятся длиннее и холоднее. Мейстеры измеряют продолжительность дня и ночи, чтобы точно знать время смены времен года.
С астрономической точки зрения, подобная ситуация может быть объяснена тем, что мир Вестероса вращается вокруг наиболее яркого, солнцеподобного, компонента относительно молодой тройной звездной системы, два других которой являются белыми или красными карликами и трудно доступны для визуального наблюдения во-первых вследствие собственной низкой светимости, а во-вторых - по причине обилия пыли в плоскости местной эклиптики. В таком случае, орбита планеты будет иметь характерно высокий и непостоянный эксцентриситет, отчего и будут происходить неравномерные смены времен года, зависящие от взаимного расположения всех трех светил. С другой стороны, подобные орбиты весьма нестабильны и чаще всего планета просто выбрасывается за пределы обитаемой зоны в течение геологически короткого периода.

## История мира
История описываемого мира Джорджа Мартина прослеживается через длинные дополнения, следующие за каждым из пяти томов, через дополнительную информацию, извлекаемую из повестей и интервью автора.
Поскольку действие саги в основном происходит в Семи Королевствах Вестероса, наиболее подробно описаны исторические события в этой части света. Вестерос — большой континент с древней историей, уходящей вглубь на 12 тысяч лет, где лето и зима длятся годами. Первыми и исконными его жителями были Дети Леса (чьим старым богам всё ещё поклоняются на Севере) — малая раса, живущая в гармонии с природой и использующая могущественную магию.
Первые люди — цивилизация примитивных воинов, использующих бронзовое оружие и ездовых лошадей — пришли из-за моря, с восточного континента Эссос, через так называемый естественный мост (позднее уничтоженный). Они вели несколько войн против Детей Леса, которые закончились Пактом Острова Лиц. Пакт гласил, что Первые Люди получают контроль над землями, а Дети Леса остаются в лесах.
Его условия были смягчены через 4 тысячи лет, после появления Иных, загадочной расы с самого дальнего Севера. Иные или Белые Ходоки продвигались на юг Вестероса, вызывая смерть и разрушения, принося ночь длиной в целое поколение и зиму, длившуюся десятилетия. В Войне Заката усилиями воина по имени Азор Ахай Иные были отброшены назад, на Север, Первыми Людьми и Детьми Лесов; чтобы не допустить их возвращения, Брандоном Строителем из рода Старков при помощи великанов была выстроена длинная и высокая ледяная Стена. За последующие века Дети Леса постепенно исчезли (либо покинули Вестерос, либо просто вымерли).
Примерно через 2 тысячи лет после Войны Заката андалы с восточного континента пересекли Узкое море. Они высадились в долине Аррен и через несколько столетий подчинили южные королевства. Тем не менее, они не могли захватить Север благодаря естественным преградам. Через какое-то время в Вестеросе образовались 6 могущественных королевств: Северное Королевство, Королевство Железных Островов, Королевство Долины и Неба, Королевство Скал, Королевство Штормового Предела и Королевство Простора. Седьмое Королевство Речных земель несколько раз завоёвывалось соседями и однажды было уничтожено. Маленькие пустынные королевства дальнего юга Вестероса были раздроблены и ослаблены постоянной борьбой. За тысячу лет до событий романа прибыло много беженцев из района реки Ройн, с восточного континента; беженцы были согнаны со своих земель натиском далёкой империи Валирия, пересекли Узкое море под предводительством королевы-воительницы Нимерии и высадились на самом юге Вестероса. Ройнары объединились с местным лордом Морсом Мартеллом и захватили полуостров Дорн, создав ещё одно мощное королевство.
Пять веков спустя растущая Валирия достигла берегов Узкого моря и наладила торговые связи с Вестеросом, используя остров Драконий Камень как базу. Почти век спустя Валирия была уничтожена ужасной катастрофой, известной как Рок Валирии. Валирийская семья, контролирующая Драконий Камень — Таргариены — провела следующий век, копя силы, а затем произвела стремительное вторжение в Вестерос под предводительством Эйегона Завоевателя. Несмотря на то, что их силы были малы, с ними были последние три дракона западного мира, и они использовали их, чтобы захватить континент. Шесть из семи королевств были захвачены, но Дорн сопротивлялся так ожесточённо, что Эйегон согласился предоставить ему независимость. Таргариены приняли исконную Веру Семи (но все ещё заключали кровосмесительные браки по валирийской традиции, вразрез с вероучением) и вестеросские традиции. После того, как Эйгон Драконовластный завоевал шесть королевств, все летосчисление делится на после В.Э (Высадка Эйгона) и до В. Э. Аналогией этому естественно служит Рождество Христово, в нашем летосчислении.
Вскоре при старшем сыне Эйгона Завоевателя Эйенисе Первом вспыхнуло всеобщее восстание Святого Воинства, причиной которого стали брачные традиции Таргариенов. Его удалось завершить только сыну Эйениса Джейхейерису Миротворцу, при котором Семь Королевств во главе с династией Таргариенов вступили в долгий период мира и процветания. Но, когда умер внук Джейхейриса Первого король Визерис, его старшая дочь Рейенира и её сводный брат Эйегон вступили в междуусобную борьбу за престол под названием Пляска Драконов и в ходе неё же погибли. Это событие стало началом конца династии Таргариенов.
За семнадцать лет до начала действия романов Таргариены были лишены власти в результате гражданской войны, начатой из-за безумия и жестокости короля Эйериса II (по прозвищу «Безумный король»). Войска альянса нескольких Великих Домов под предводительством лорда Штормового Предела Роберта Баратеона, лорда Орлиного Гнезда Джона Аррена и лорда Винтерфелла Эддарда Старка разбили армии Таргариенов и убили наследника короля, Рейегара Таргариена, так что династия почти угасла. Спастись удалось лишь младшему отпрыску короля, Визерису Таргариену, и беременной супруге Эйериса. Сам Эйерис был убит сиром Джейме Ланнистером, рыцарем своей Королевской Гвардии, которого с тех пор прозвали Цареубийцей. Жена Эйериса Рейела умерла во время родов дочери Дейенерис Таргариен, которая была ради безопасности переправлена в Вольные Города за Узким морем верными приспешниками. В это же время Роберт Баратеон занял Железный трон и женился на Серсее Ланнистер, чей отец лорд Тайвин захватил столицу путём предательства.
Правление Роберта Баратеона продолжалось в течение 15 лет и де — факто государством в качестве десницы короля правил Хранитель Востока Джон Аррен. Однако последний умер из-за отравления, незадолго до этого узнав вместе с младшим братом Роберта и членом Малого Совета Станнисом Баратеоном правду, что Серсея Ланнистер в ходе инцестной связи со своим братом Джейме родила троих детей — Джоффри, Мирцеллу и Томмена. Сама Серсея устранила своего нелюбимого мужа Роберта, посадив на Железный Трон Джоффри Баратеона, что привело к Войне Пяти Королей.

## Магия во вселенной Мартина

### Оборотни и древовидцы
- Оборотни (англ. Skinchanger) — люди, способные вселяться в тела других живых существ, завладевать их разумом, управлять ими на расстоянии и видеть их глазами. Сильный оборотень может вселиться в любое существо, даже человека, но обычно оборотень держит около себя только одного «ручного» зверя, с которым его связывает сильная духовная связь. Оборотничество — одно из проявлений магии — сверхъестественный талант, наследие Детей Леса; все или большинство Детей Леса были оборотнями. Оборотню надо установить прочную эмпатическую связь с существом, чью шкуру он будет «надевать». Обычно такое существо одно-единственное, и оборотень относится к нему, как к верному другу. Эта связь очень прочна: животное воспринимает страх и боль своего хозяина даже на расстоянии и может обезуметь, если хозяин будет убит; точно так же и оборотень тяжело переживает смерть своего животного. Тем не менее, сильный и опытный оборотень может насильно завладеть и любым другим животным, даже человеком, и управлять несколькими животными одновременно, сразу находясь в нескольких телах и видя своих животных глазами друг друга.[источник не указан 4470 дней]
  - Оборотни, установившие оборотническую связь с волками или собаками, называются варгами (англ. warg). Этот термин употребляется только в адрес оборотней-волков, других оборотней так не называют. Принципиальной разницы между вселением в волка и другое живое существо нет, каждый варг мог бы приобрести себе и другое животное; однако к волкам (и особенно к лютоволкам) отношение специфическое в силу их характера.
- Древовидцы (англ. greenseer), они же «видящие сквозь зелень» — представители Детей Леса со сверхъестественными способностями, среди которых дар повелевать природой и заглядывать в будущее. Сновидцы владеют даром видеть пророческие, т. н. «зеленые» сны, и все они являются оборотнями, могут контролировать и растения. Первые Люди считали, что лики на чардревах созданы именно древовидцами. Дар древовидца чрезвычайно редок, и среди Детей леса отмечается цветом глаз — красным или зелёным, в отличие от естественного для Детей леса жёлтого. Древовидцем может стать и человек: «Один из тысячи людей рождается оборотнем, — рассказывает последний из них. — И лишь один оборотень из тысячи может стать древовидцем». Земной срок древовидца краток, но умирая, они воплощаются в деревьях и живут в них. Древовидец смотрит тысячами глаз деревьев, может вселяться в сотни шкур, обладает мудростью глубокой, как корни древних деревьев.[источник не указан 4470 дней]

### Иные и упыри
- Ины́е, или «Белые Ходоки» — создания, обитающие на севере далеко за Стеной. Подобно людям, они носят доспехи и искусно сражаются мечами, но после смерти тают и превращаются в пар. Иные, будучи не́людями, все же похожи на людей. У них молочно-белая кожа и ярко-синие светящиеся глаза; это высокие и стройные создания, передвигающиеся легко и грациозно. Иные не издают звуков при движении и не оставляют следов на снегу — во всяком случае, не проваливаются сквозь свежий наст; о них говорят «холодные тени», однако Иные вполне материальны, и с ними можно сражаться и даже убить.[38] У Иных есть кровь бледно-голубого цвета и белые кости, однако после смерти Иного плоть и кости быстро тают, превращаясь в пар; в конце концов от мертвого Иного не остается ничего. Обычное оружие не способно причинить вред Иным.
- Упыри, или восставшие мертвецы — это оживленные Иными трупы животных и людей; восставшие мертвецы, «зомби». У них, как и у самих Иных, ярко-синие глаза, а также почерневшая кожа на руках, как при обморожении, независимо от причин смерти. Днем упыри мало чем отличаются от обычных трупов, но после заката поднимаются на ноги и нападают на живых; они действуют молчаливо и сосредоточенно[источник не указан 4470 дней], точно исполняя чьи-то приказы. Убить упыря можно, либо изрубив его в куски, либо с помощью огня — упыри легко сгорают.

## Религиозные культы

### Культ Семерых
Культ Семеры́х — основная религия во всём Вестеросе, кроме Севера и Железных островов. Вера в Семерых богов — основной религиозный культ Вестероса, принесённый с собой народом андалов, покоривших исконное население континента и распространивших своё учение.
Согласно вероучению, семь божеств воплощают различные лица единого бога, однако на практике верующие поклоняются божествам по отдельности, не вникая в богословские тонкости. «Сфера влияния» каждого божества ограничивается определённым сословием.
- Отец — божество, управляющее справедливым судом, властью, законом. Покровительствует правителям и знати. Изображается в виде коронованного мужчины.
- Воин — покровитель рыцарей и всех, кто связан с ратным делом, бог-защитник. Изображается в виде рыцаря с мечом.
- Кузнец — покровитель ремесленников, простолюдинов, крестьян и всех, кто занят физическим трудом. Изображается с молотом в руках.
- Матерь — богиня семьи, покровительница брака, материнства и детства.
- Дева — богиня молодости, невинности, радости. Покровительствует молодым девушкам.
- Старица — богиня мудрости и знания, а также покровительница стариков. Изображается в виде старухи с лампадой в руках.
- Неведомый — наименее популярное божество, связанное со смертью. Изображается в виде закутанной в мантию фигуры без лица.

Символом религии выступает семиконечная звезда, обозначающая единство семи божеств. Число семь считается священным; богослужения, сопровождаемые особой торжественностью, проводятся в особых семиугольных храмах — септах. Служители и служительницы богов называются соответственно септонами и септами. Некоторые септоны могут не иметь своего прихода и исполнять свои обязанности, перемещаясь с места на место. Женщины-септы часто выполняют функции наставниц при девочках из знатных семейств.
Жреческая иерархия довольно проста. Верховный септон избирается специальной коллегией, по аналогии с выборами Пап в католичестве. Ему принадлежит духовная власть в королевстве. Как правило, духовные власти тесно сотрудничают со светскими.
В целом, как отмечают критики эпопеи, культ Семерых описан как достаточно либеральный по отношению к другим верованиям и недостаточно влиятельный, что противоречит историческим реалиям Средневековья.
Существует некий аналог монашества, несколько братств, устроенных наподобие средневековых орденов. Отдельные общины базируются в монастырях, называемых септриями.
Институт т. н. «нищенствующих братьев», поклоняющихся Кузнецу, весьма распространён. Другим важным орденом является организация Молчаливых Сестёр — принимающих обет молчания женщин, занимающихся оплакиванием и погребением умерших.
На момент событий четвёртого тома эпопеи королева-регентша Серсея Ланнистер дала согласие на возрождение двух других орденов, ранее упразднённых одним из королей династии Таргариенов. Это так называемые Мечи (орден рыцарей, отказавшихся от владений и титулов и посвятивших себя защите веры) и Звёзды, или Честные Бедняки — нищенствующие миряне, оберегающие путников и защищающие духовенство. Это вызвало существенное усиление церкви Семерых и дало ей возможность впоследствии начать диктовать светским властям свои условия.

### Другие религии
- Старые боги — безымянные и безликие духи природы, которым поклоняются на Севере. Поклонение Старым богам — один из древнейших религиозных культов Вестероса, который Дети Леса исповедовали ещё до прихода Первых Людей, а Первые Люди у них переняли. Хотя на юге страны закрепилась вера в Семерых, большая часть населения Севера и некоторые дома на юге — например, Блэквуды — сохраняют веру в Старых богов. Эту же веру исповедуют одичалые за Стеной. У культа Старых богов нет храмов и священнослужителей, священных текстов и практически нет ритуалов — это скорее набор народных суеверий, чем полноценная религия; впрочем, эти «суеверия» разделяют и лорды, и короли. Старым богам поклоняются в богорощах, где растут священные чардрева. На стволах чардрев вырезаются человеческие лица. Считается, что глазами на этих лицах боги Первых людей следят за миром.
- Культ Р’глора, бога света (огня) — распространённая религия в Эссосе. Популярность в Вестеросе начинает набирать вследствие деятельности своих служителей — Тороса из Мира и Мелисандры; благодаря последней в эту веру переходит один из претендентов на корону — Станнис Баратеон. Религия постулирует вечную борьбу между Р’глором, олицетворяющим свет и тепло, и злом в виде Великого Иного, олицетворяющего холод и тьму. Представители культа проявляют нетерпимость к другим религиям и практикуют сожжение их последователей на кострах. Сжигают также статуи Семерых и богорощи[41]. Жрецы Р’глора обладают серьёзными магическими способностями, могут предсказывать будущее и практикуют некромантию.
- Утонувший бог — религия Железных островов. Мало описанная в книгах религия, тесно связанная с морем. Практикуется крещение новообращаемых морской водой (через неполное утопление).
- Многоликий — одна из религий в вольном городе Браавос. Её последователи считают, что все боги — разные лица единого божества.

### Основные сноски
1. ↑  A Game of Thrones, 1996, Arya I, p. 71.
2. 1 2  A Game of Thrones, 1996, Appendix: House Martell, p. 830.
3. ↑  Game of Thrones: Season 3 — Inside The Wildlings (HBO) — YouTube. Дата обращения: 1 мая 2016. Архивировано 29 марта 2019 года.
4. ↑  A Game of Thrones, 1996, Bran VII, pp. 737–739.
5. 1 2  A Game of Thrones, 1996, Jon VIII, p. 656.
6. 1 2  A Game of Thrones, 1996, Bran IV, pp. 239–240.
7. 1 2  A Game of Thrones, 1996, Appendix: House Targaryen, p. 832.
8. ↑  A Feast for Crows, 2005, Cersei VI, p. 600.
9. 1 2 3 4  A Storm of Swords, 2000, Map.
10. 1 2 3  A Dance with Dragons, 2011, The Iron Suitor, pp. 744–746.
11. 1 2 3  A Feast for Crows, 2005, The Iron Captain, p. 365.
12. 1 2  A Dance with Dragons, 2011, Daenerys V, p. 395.
13. ↑  A Dance with Dragons, 2011, Tyrion X, p. 628.
14. ↑  A Dance with Dragons, 2011, Tyrion XI, p. 756.
15. ↑  A Dance with Dragons, 2011, Daenerys IX, p. 693.
16. ↑  A Game of Thrones, 1996, Bran I, p. 14.
17. 1 2  A Game of Thrones, 1996, Eddard I, p. 41.
18. 1 2  A Storm of Swords, 2000, Bran III, p. 546.
19. ↑  A Game of Thrones, 1996, Map.
20. 1 2  A Clash of Kings, 1998, Bran III, p. 329.
21. ↑  A Clash of Kings, 1998, Appendix: The King in the North, p. 985.
22. ↑  A Game of Thrones, 1996, Catelyn V, pp. 633–635.
23. ↑  A Dance with Dragons, 2011, Jon I, p. 53.
24. ↑  A Game of Thrones, 1996, Catelyn VI, p. 369.
25. ↑  A Game of Thrones, 1996, Catelyn II, p. 58.
26. 1 2  A Game of Thrones, 1996, Eddard I, pp. 42–43.
27. ↑  A Storm of Swords, 2000, Bran IV, p. 770.
28. 1 2  A Storm of Swords, 2000, Samwell II, p. 450.
29. ↑  A Game of Thrones, 1996, Jon VI, p. 520.
30. ↑  A Storm of Swords, 2000, Jon IV, pp. 405–406.
31. 1 2 3  A Game of Thrones, 1996, Jon III, pp. 184–186.
32. ↑  A Storm of Swords, 2000, Bran III, p. 550.
33. ↑  A Game of Thrones, 1996, Jon IX, p. 784.
34. ↑  A Storm of Swords, 2000, Jon V, p. 557.
35. ↑  A Game of Thrones, 1996, Eddard I, p. 46.
36. ↑  A Storm of Swords, 2000, Samwell V, p. 1077.
37. ↑  A Game of Thrones, 1996, Tyrion III, p. 206.
38. ↑  Статья "Иные". Энциклопедия песни льда и пламени (13 апреля 2013). Дата обращения: 6 сентября 2014. Архивировано 4 июля 2014 года.
39. 1 2  Информация на Chronarda.ru. Дата обращения: 4 сентября 2012. Архивировано 3 сентября 2011 года.
40. ↑  Информация о религиях Вестероса. Дата обращения: 4 сентября 2012. Архивировано 19 января 2012 года.
41. 1 2  Кривое зеркало. Историчность «Песни Льда и Пламени» Архивная копия от 2 апреля 2015 на Wayback Machine (статья в журнале «Мир фантастики»)

### Вторичные источники
1. 1 2  Transcript of Chat with George R. R. Martin on March 18, 1999. eventhorizon.com (18 марта 1999). Дата обращения: 9 июня 2012. Архивировано из оригинала 5 октября 2000 года.
2. ↑  Hibberd, James. EW interview: George R.R. Martin talks A Dance With Dragons. ew.com (12 июля 2011). Дата обращения: 21 января 2012. Архивировано 4 апреля 2012 года.
3. ↑  Poniewozik, James (20 апреля 2011). GRRM Interview Part 4: Personal History. time.com. Архивировано 14 января 2012. Дата обращения: 21 января 2012.
4. ↑  Orr, David (12 августа 2011). Dragons Ascendant: George R. R. Martin and the Rise of Fantasy. nytimes.com. Архивировано 5 апреля 2012. Дата обращения: 21 января 2012.
5. ↑  Miller, Laura. Just Write It! A fantasy author and his impatient fans. newyorker.com (11 апреля 2011). Дата обращения: 23 апреля 2010. Архивировано 4 апреля 2012 года.
6. ↑  Schweitzer, Darrell. George R.R. Martin on magic vs. science. weirdtalesmagazine.com (24 мая 2007). Дата обращения: 21 января 2012. Архивировано из оригинала 4 апреля 2012 года.
7. 1 2  Interview: George Martin (неопр.) // Deep Magic. — 2005. — Т. 41. — С. 19—21.
8. ↑  Zadravec, Goran. An Interview With George R. R. Martin. mezmera.posluh.hr (декабрь 2003). Дата обращения: 21 января 2012. Архивировано из оригинала 19 апреля 2012 года. (Interview approved by GRRM Архивная копия от 4 февраля 2012 на Wayback Machine.)
9. ↑  Patrick. George R.R. Martin. sffworld.com (17 мая 2006). Дата обращения: 21 января 2012. Архивировано 5 апреля 2012 года.
10. ↑  Martin, George R. R. Geography. westeros.org (7 февраля 1999). Дата обращения: 19 июня 2012. Архивировано 18 января 2013 года.
11. ↑  interactive viewer map. Game of Thrones Viewer's guide – Season 2. Home Box Office inc.. Дата обращения: 7 мая 2012. Архивировано 5 мая 2012 года.
12. ↑  Martin, George R. R. Geographical Information. westeros.org (26 марта 2002). Дата обращения: 20 октября 2010. Архивировано 14 марта 2011 года.
13. ↑  Martin, George R. R. Re: Dear George R R Martin. grrm.livejournal.com (5 февраля 2012). Дата обращения: 5 мая 2012. Архивировано 7 марта 2016 года.
14. ↑  Martin, George R. R. Re: Question. grrm.livejournal.com (15 ноября 2012). Дата обращения: 16 ноября 2012. Архивировано 20 ноября 2012 года.
15. 1 2  Browning-Blas, Kristen (3 июня 2012). Game of Thrones author George R.R. Martin on sex, violence and T.V. denverpost.com. Архивировано 17 июня 2012. Дата обращения: 12 июня 2012.
16. 1 2 3 4 5 6 7 8  Roberts, Josh. Where HBO's hit 'Game of Thrones' was filmed. abcnews.go.com (1 апреля 2012). Дата обращения: 18 апреля 2012. Архивировано 9 июня 2012 года.
17. ↑  Medieval keep becomes film set. BBC News. 23 октября 2009. Архивировано 11 августа 2016. Дата обращения: 11 апреля 2012.
18. ↑  Jennings, Mike (29 февраля 2012). 46 things we learned from the Game Of Thrones Blu-rays. Den of Geek. Архивировано 4 марта 2012. Дата обращения: 1 марта 2012. Citing the extra material of the season 1 Blu-ray box set.
19. ↑  Dispatches From The Seven Kingdoms: Delayed Missives. Making Game of Thrones (23 сентября 2010). Дата обращения: 4 декабря 2011. Архивировано 26 марта 2016 года.
20. 1 2  Lacob, Jace (4 апреля 2011). Game of Thrones: 10 Secrets About HBO's Adaptation. The Daily Beast. Архивировано 17 августа 2016. Дата обращения: 9 января 2012.
21. 1 2  MacLaurin, Wayne. A Conversation With George R.R. Martin. sfsite.com (ноябрь 2000). Дата обращения: 21 января 2012. Архивировано 4 апреля 2012 года. (Interview approved by GRRM Архивная копия от 4 февраля 2012 на Wayback Machine.)
22. 1 2 3  Martin, George R. R. (12 марта 2012). In Conversation With... George R.R. Martin on Game of Thrones Part 1 – TIFF Bell Lightbox. TIFF Bell Lightbox.  Отметка времени: 13:00 min. Архивировано из оригинала 29 мая 2012. Дата обращения: 1 апреля 2012. Transcript summary available by Ippolito, Toni-Marie. George R. R. Martin talks to fans about the making of Game of Thrones and what inspired his best-selling book series. thelifestylereport.ca (13 марта 2012). Дата обращения: 22 марта 2012. Архивировано из оригинала 4 апреля 2012 года.
23. 1 2 3  Roberts, Josh. Game of Thrones Exclusive! George R.R. Martin Talks Season Two, The Winds of Winter, and Real-World Influences for A Song of Ice and Fire. smartertravel.com (26 марта 2012). Дата обращения: 27 марта 2012. Архивировано 4 апреля 2012 года.
24. ↑  Cogman, Bryan. Dispatches From The Seven Kingdoms: Fresh Recruits. Making of Game of Thrones. Дата обращения: 26 мая 2011. Архивировано 25 марта 2016 года.
25. 1 2  Duecy, Erica. Travels to Season 2 and Beyond with Game of Thrones Creator George R. R. Martin. fodors.com (26 марта 2012). Дата обращения: 12 апреля 2012. Архивировано 13 апреля 2012 года.